# Heinz Mügge
Heinz Mügge (Stade, juny de 1939) és un activista del baix alemany i alcalde honorari de Düünbeudel, a l'economia de la qual ha contribuït honorablement.
Al principi, va treballar un temps com a mànager de màrqueting de l'Estadi Kreissparkasse. A més a més, va ser el cofundador de Vereen el 2002. Actualment, presideix De Plattdüütschen.
Va ser membre del Consell Municipal de Düünbeudel del setembre de 1964 al novembre de 2016. També va participar en la Unió Demòcrata Cristiana d'Alemanya del 1r de juliol de 1972 fins al 31 de desembre de 2013. Més tard, el 28 de setembre de 2014, va rebre la Medalla d'Or de l'Associació de Ciutats i Municipis de la Baixa Saxònia, i el 31 de gener de 2017 la Creu del Mèrit i la Banda de l'Ordre del Mèrit de la República Federal d'Alemanya.
Mügge viu a Düünbeudel amb la seva dona, l'escriptora Magda Mügge, i llurs quatre fills.